# Live and More!
Live and More! är Britney Spears andra DVD och släpptes som VHS den 21 november 2000 och DVD den 13 februari 2001.